# 李昭儀 (明)
昭儀李氏（しょうぎ りし、洪武25年10月18日（1392年11月3日） - 永楽6年（1421年））は、明の永楽帝の妃。朝鮮の人。

## 経歴
籍貫は畿内左道の仁州。通徳郎恭安府判官の李文命の娘として生まれた。
永楽6年（1408年）、明に献上されて後宮に入り、昭儀となった。父の李文命は明の光禄少卿に任じられた。
永楽19年（1421年）、永楽帝が後宮の者たちの大量処刑を行った際、斬首刑に処された。

## 伝記資料
- 『明成祖実録』
- 『朝鮮王朝実録』